# Daniela Hantuchová
Daniela Hantuchová (23 de abril de 1983, Poprad, Tchecoslováquia) é uma ex-tenista profissional eslovaca. Tornou-se profissional em maio de 1999. Anunciou aposentadoria em 7 de julho de 2017.
Já conquistou nove torneios WTA, como o bicampeonato em Indian Wells (2002 e 2007), e completou todos os quatro Grand Slam em duplas mistas.
É uma das jogadoras disponíveis no game de tênis Virtua Tennis 3.

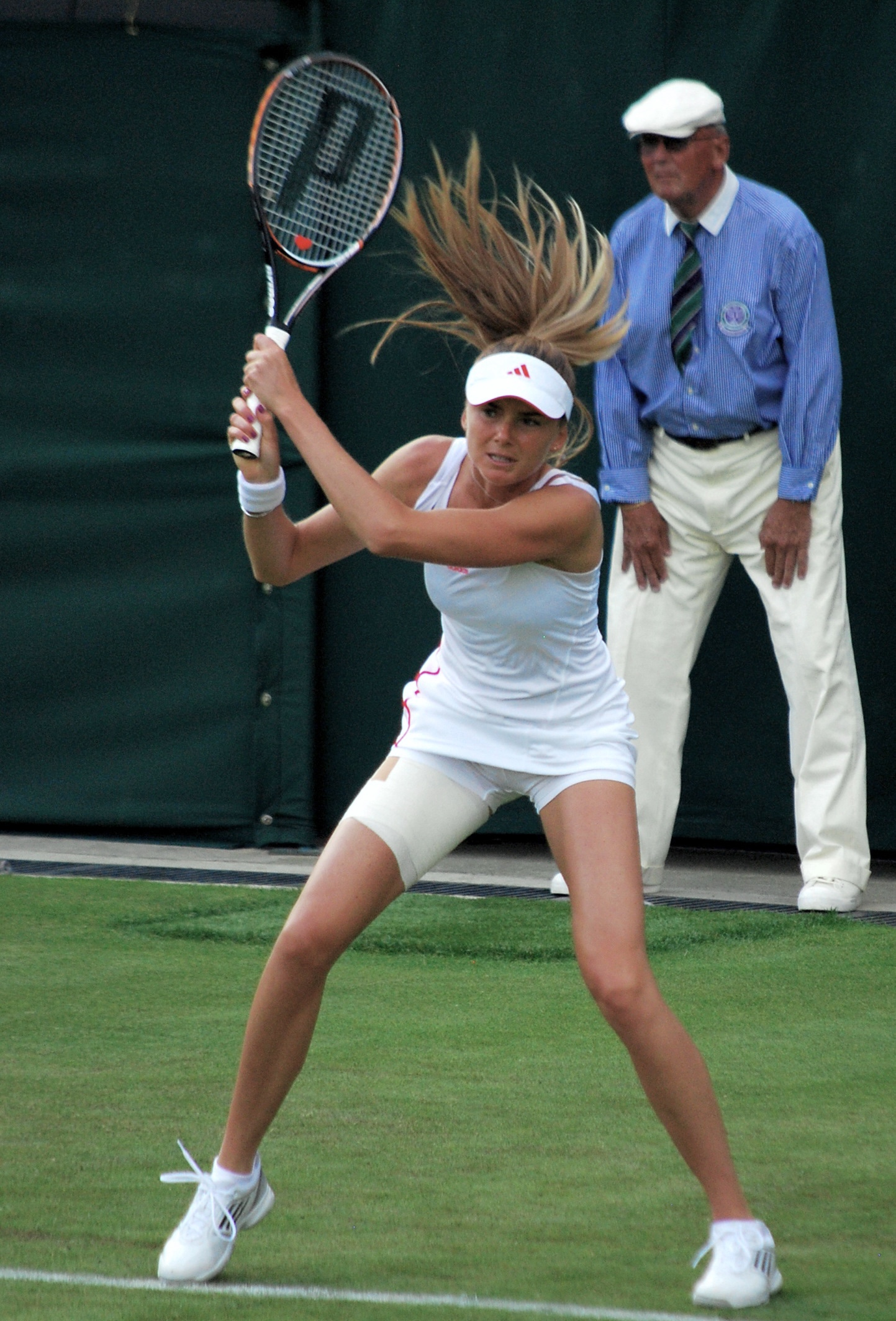
Hantuchová em Wimbledon 2012

## Grand Slam Finais

### Duplas: 3 (3 vices)
| Posição | Ano  | Campeonato              | Piso   | Parceira                | Oponentes                      | Placar             |
| ------- | ---- | ----------------------- | ------ | ----------------------- | ------------------------------ | ------------------ |
| Vice    | 2002 | Aberto da Austrália     | Duro   | Arantxa Sánchez Vicario | Martina Hingis Anna Kournikova | 6–2, 6–7(4–7), 6–1 |
| Vice    | 2006 | Roland Garros           | Saibro | Ai Sugiyama             | Lisa Raymond Samantha Stosur   | 6–3, 6–2           |
| Vice    | 2009 | Aberto da Austrália (2) | Duro   | Ai Sugiyama             | Serena Williams Venus Williams | 6–3, 6–3           |

### Duplas mistas (4 títulos)
| N. | Data | Torneio           | Piso   | Parceiro        | Oponente na final                 | Placar        |
| 1. | 2001 | Wimbledon         | Grama  | Leoš Friedl     | Mike Bryan Liezel Huber           | 4–6, 6–3, 6–2 |
| 2. | 2002 | Open da Austrália | Dura   | Kevin Ullyett   | Gastón Etlis Paola Suárez         | 6–3, 6–2      |
| 3. | 2005 | Roland Garros     | Saibro | Fabrice Santoro | Leander Paes Martina Navrátilová  | 3–6, 6–3, 6–2 |
| 4. | 2005 | US Open           | Dura   | Mahesh Bhupathi | Nenad Zimonjić Katarina Srebotnik | 6–4, 6–2      |

## WTA Tour

### Simples
| Antes de 2009           | A partir de 2009      |
| ----------------------- | --------------------- |
| Grand Slam torneios (0) |                       |
| Ouro Olimpico (0)       |                       |
| WTA Championships (0)   |                       |
| Tier I (2)              | Premier Mandatory (0) |
| Tier II (1)             | Premier 5 (0)         |
| Tier III (0)            | Premier (0)           |
| Tier IV (0)             | International (2)     |

| N. | Data                    | Torneio                      | Piso          | Oponente na final   | Placar           |
| 1. | 16 de março de 2002     | Indian Wells, Estados Unidos | Dura          | Martina Hingis      | 6–3, 6–4         |
| 2. | 17 de março de 2007     | Indian Wells, Estados Unidos | Dura          | Svetlana Kuznetsova | 6–3, 6–4         |
| 3. | 28 de outubro de 2007   | Linz, Austria                | Dura (indoor) | Patty Schnyder      | 6–4, 6–2         |
| 4. | 13 de fevereiro de 2011 | Pattaya City, Tailandia      | Dura          | Sara Errani         | 6–0, 6–2         |
| 5. | 12 de fevereiro de 2012 | Pattaya City, Tailandia 2    | Dura          | Maria Kirilenko     | 6-7(4), 6-3, 6-3 |

### Duplas
| Antes de 2009           | A partir de 2009      |
| ----------------------- | --------------------- |
| Grand Slam torneios (0) |                       |
| Ouro Olimpico (0)       |                       |
| WTA Championships (0)   |                       |
| Tier I (1)              | Premier Mandatory (0) |
| Tier II (5)             | Premier 5 (0)         |
| Tier III (2)            | Premier (0)           |
| Tier IV (0)             | International (0)     |

| N. | Data                  | Torneio                     | Piso          | Parceiro                | Oponente na final                 | Placar        |
| 1. | 29 de outubro de 2000 | Bratislava, Eslováquia      | Dura (indoor) | Karina Habšudová        | Petra Mandula Patricia Wartusch   | walkover      |
| 2. | 28 de outubro de 2001 | Luxemburgo                  | Dura (indoor) | Elena Bovina            | Bianka Lamade Patty Schnyder      | 6–3, 6–3      |
| 3. | 14 de abril de 2002   | Ilha Amélia, Estados Unidos | Saibro        | Arantxa Sánchez Vicario | María Emilia Salerni Åsa Svensson | 6–4, 6–2      |
| 4. | 24 de agosto de 2002  | New Haven, Estados Unidos   | Dura          | Arantxa Sánchez Vicario | Tathiana Garbin Janette Husárová  | 6–3, 1–6, 7–5 |
| 5. | 12 de junho de 2005   | Birmingham, Reino Unido     | Grama         | Ai Sugiyama             | Eleni Daniilidou Jennifer Russell | 6–2, 6–3      |
| 6. | 9 de outubro de 2005  | Filderstadt, Alemanha       | Dura (indoor) | Anastasia Myskina       | Květa Peschke Francesca Schiavone | 6–0, 3–6, 7–5 |
| 7. | 4 de março de 2006    | Doha, Qatar                 | Dura          | Ai Sugiyama             | Ting Li Tian Tian Sun             | 6–4, 6–4      |
| 8. | 21 de maio de 2006    | Roma, Itália                | Saibro        | Ai Sugiyama             | Květa Peschke Francesca Schiavone | 3–6, 6–3, 6–1 |